# Polyclinum corbis
Polyclinum corbis är en sjöpungsart som beskrevs av Kott 2003. Polyclinum corbis ingår i släktet Polyclinum och familjen klumpsjöpungar. Inga underarter finns listade i Catalogue of Life.